# 那賀町立歴史民俗資料館
那賀町立歴史民俗資料館（なかちょうりつれきしみんぞくしりょうかん）は、徳島県那賀町にある博物館。

## 概要
前身は木沢歴史民俗資料館。かつて旧木沢村内で使われていた各種の民具類や、人形頭をはじめ人形浄瑠璃に関するものなどが展示されている。

## 施設概要
- 料金：子供50円、大人100円
- 営業時間：10:00-16:00
- 休業日：毎週月・金曜日、年末年始

## 交通
- JR「徳島駅」より車で約1時間40分。